# Ib Nielsen
Ib Nielsen (Aalborg, 3 december 1940 - 22 mei 2021) was een voetbalscheidsrechter uit Denemarken. Hij floot op het hoogste internationale niveau van 1975 tot medio 1984.

## Interlands
| Datum      | Wedstrijd                 | Uitslag | Competitie        | Kreeg geel | Kreeg voor de tweede keer geel en dus rood | Weggestuurd |
| ---------- | ------------------------- | ------- | ----------------- | ---------- | ------------------------------------------ | ----------- |
| 07.06.1979 | Noorwegen – Schotland     | 0 – 4   | EK-kwalificatie   | ?          | ?                                          | ?           |
| 22.05.1980 | Finland – Zweden          | 0 – 2   | Nordic Cup        | ?          | ?                                          | ?           |
| 02.09.1981 | Finland – Albanië         | 2 – 1   | WK-kwalificatie   | ?          | ?                                          | ?           |
| 02.06.1982 | IJsland – Engeland        | 1 – 1   | Vriendschappelijk | ?          | ?                                          | ?           |
| 27.04.1983 | Noord-Ierland – Albanië   | 1 – 1   | EK-kwalificatie   | ?          | ?                                          | ?           |
| 01.06.1983 | Noorwegen – Hongarije     | 1 – 1   | Vriendschappelijk | ?          | ?                                          | ?           |
| 23.02.1984 | Zweden – Verenigde Staten | 4 – 0   | Vriendschappelijk | ?          | ?                                          | ?           |